# Andrea Barber
Andrea Barber (Los Angeles, 3 luglio 1976) è un'attrice statunitense, conosciuta per il ruolo di Kimmy Gibbler ne Gli amici di papà.

## Filmografia parziale
- Giorni della nostra vita – serie TV (1982-1986)
- Ai confini della realtà (The Twilight Zone) – serie TV, episodio 1x12 (1985)
- Do You Remember Love, regia di Jeff Bleckner – film TV (1985)
- Sei ragazzi e un genio (The Leftovers), regia di Paul Schneider – film TV (1986)
- Gli amici di papà (Full House) – serie TV, 119 episodi (1987-1995)
- The Skateabord Kid II, regia di Andrew Stevens (2000)
- Le amiche di mamma (Fuller House) – serie TV, 44 episodi (2016-2020)